# 石油流出

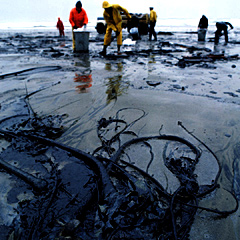
原油流出後の海岸

石油流出（せきゆりゅうしゅつ）、または油流出（あぶらりゅうしゅつ）は、液体の石油系炭化水素が人為的に自然環境に流出することをいい、しばしば海への流出を指す。液体の石油系炭化水素とは石油、ガソリン、軽油といった生成された石油製品のほか、副産物、舶用燃料油、廃油、廃油混合油など様々なものを含む（以下、石油と表記）。流出した石油を除去するには数か月ないし数年を要する。流出した石油は海洋環境に悪影響を及ぼす。石油による人為的な汚染のほとんどは人間の陸上での活動によるものであるが、世間の関心や規制が最も向けられるのは石油タンカーに対してである。

## 環境への影響

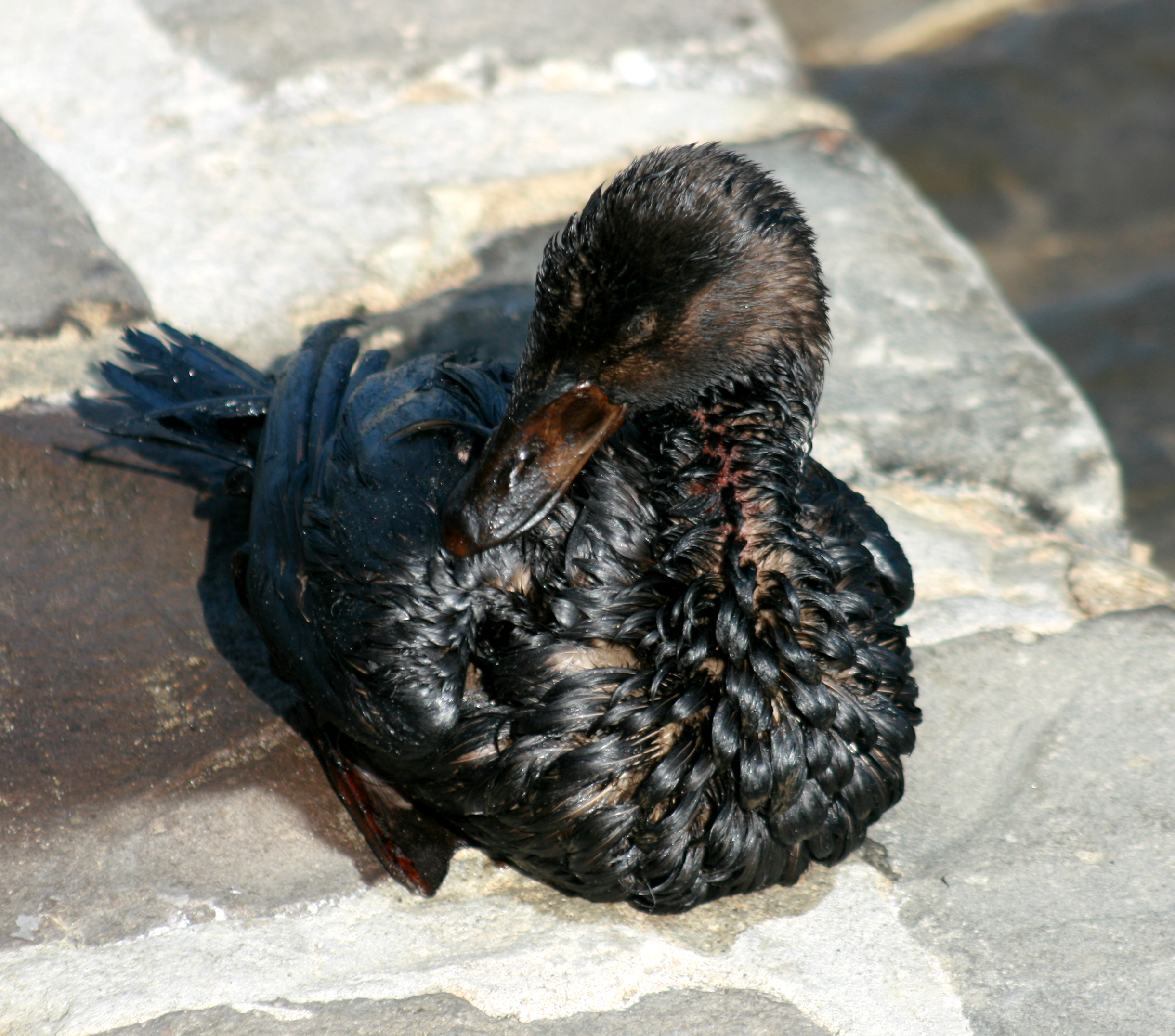
原油流出により汚染されたアラナミキンクロ

生物への影響には物理的なものと化学的なものとがあり、前者の例としては窒息、後者の例としては有毒成分による作用が挙げられる。有毒成分は気化することが多く、致死的な濃度の有毒成分による被害よりも低濃度の有毒成分が累積することによって影響を被ることのほうが多い。
石油が鳥の羽に付着すると、羽がもつ保温能力が低下し、気温の変化に適応したり水中で浮力を得ることが困難となる。さらに、捕食したり捕食者から逃れる能力が奪われる。石油で汚染された鳥が毛繕いをしようとすると、羽毛を覆う油を摂取してしまうこととなり、そのことにより腎臓や肝臓の機能が損なわれ、消化器に炎症を引き起こす。これら臓器へのダメージと捕食能力の低下により、鳥は脱水と代謝不均衡に陥る。ホルモンバランスの異常に見舞われることもある。流出した石油に汚染された鳥のほとんどは、人間が汚染を除去したり治療を施したりしない限り死んでしまう。海洋哺乳類は海鳥と同様の影響を被る。ラッコや鰭脚類の体毛が石油で覆われると保温能力が損なわれて体温が安定しなくなり、低体温症に陥る。水面が石油で覆われることで水中に降り注ぐ日光の量が減少し、海洋植物や植物プランクトンの光合成量が減少する。このように動植物の活動量がともに減少することで、食物連鎖に悪影響が及ぶことになる。

## 人間の社会生活への影響
沿岸部が行楽地である場合、比較的短期間ではあるが行楽活動に悪影響を及ぼす。取水口から石油をとりこむことで工場などの施設の操業に支障をきたすこともある。水産物の味や臭いに影響が出て食べられなくなることもあり、さらに実際に影響が出ていない場合でも風評被害が発生することもある。

## 石油の除去と回復

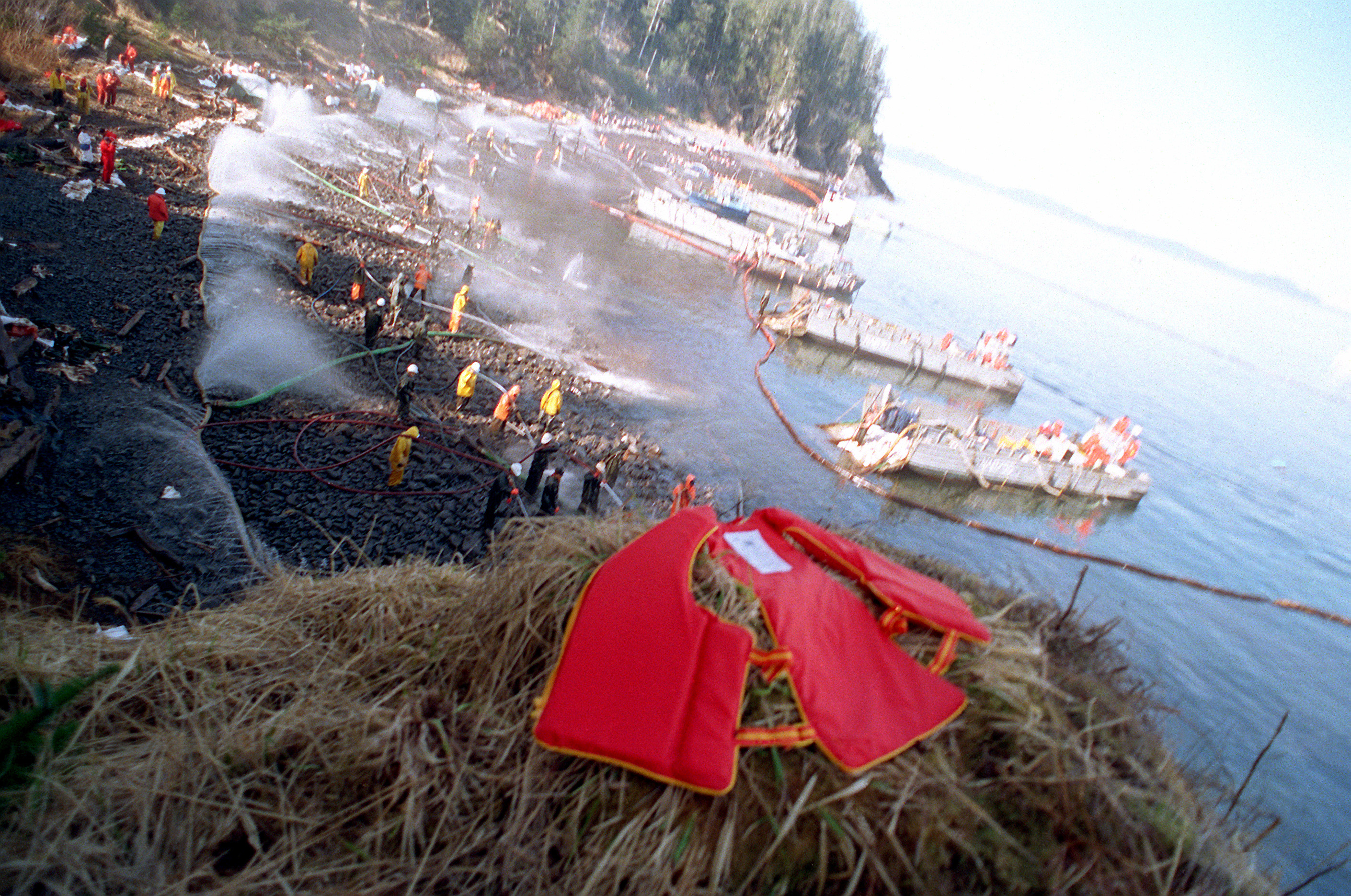
エクソンバルディーズ号原油流出事故での除去作業の様子

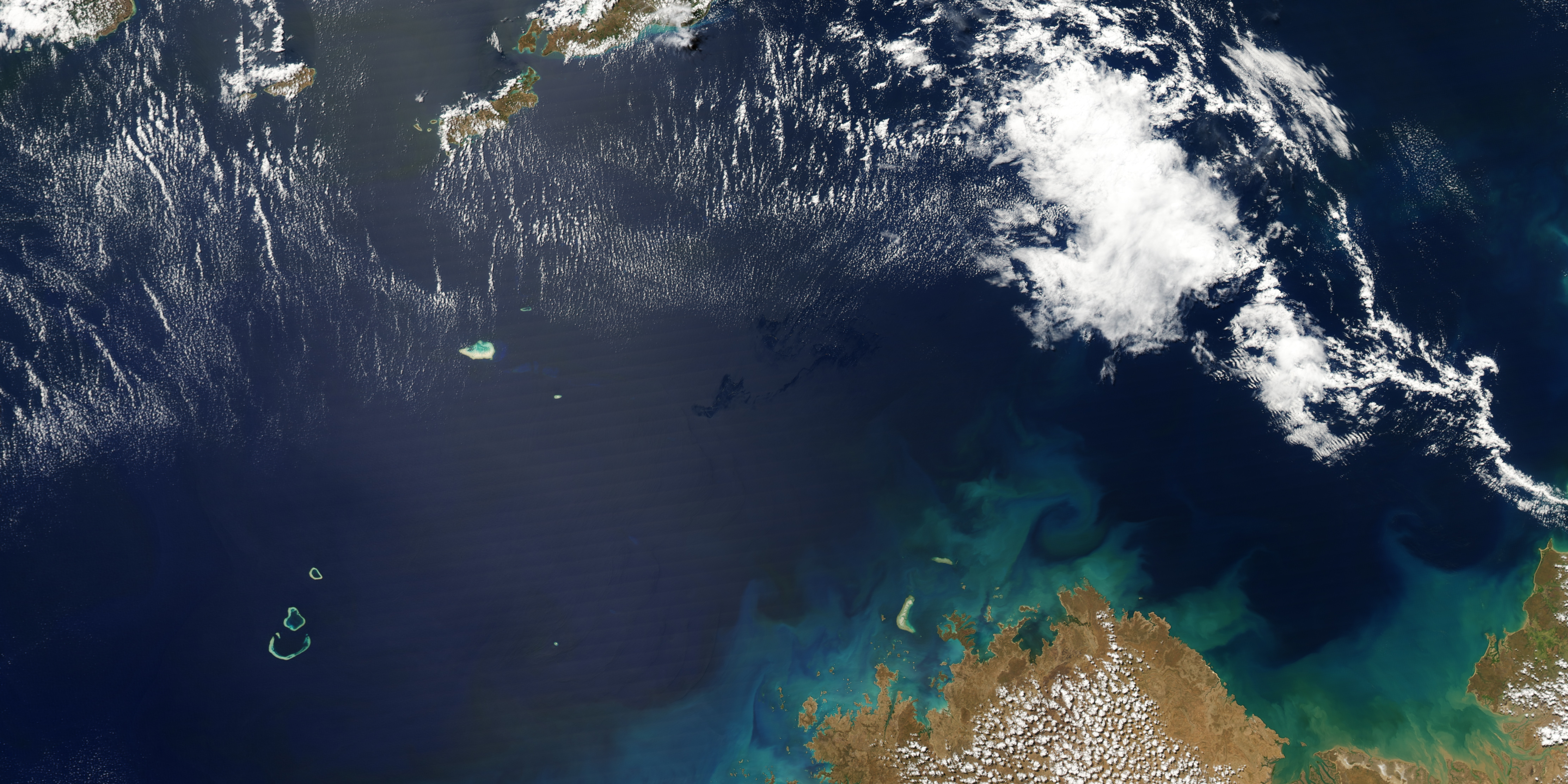
2009年に発生したモンタラ原油流出事故の航空写真

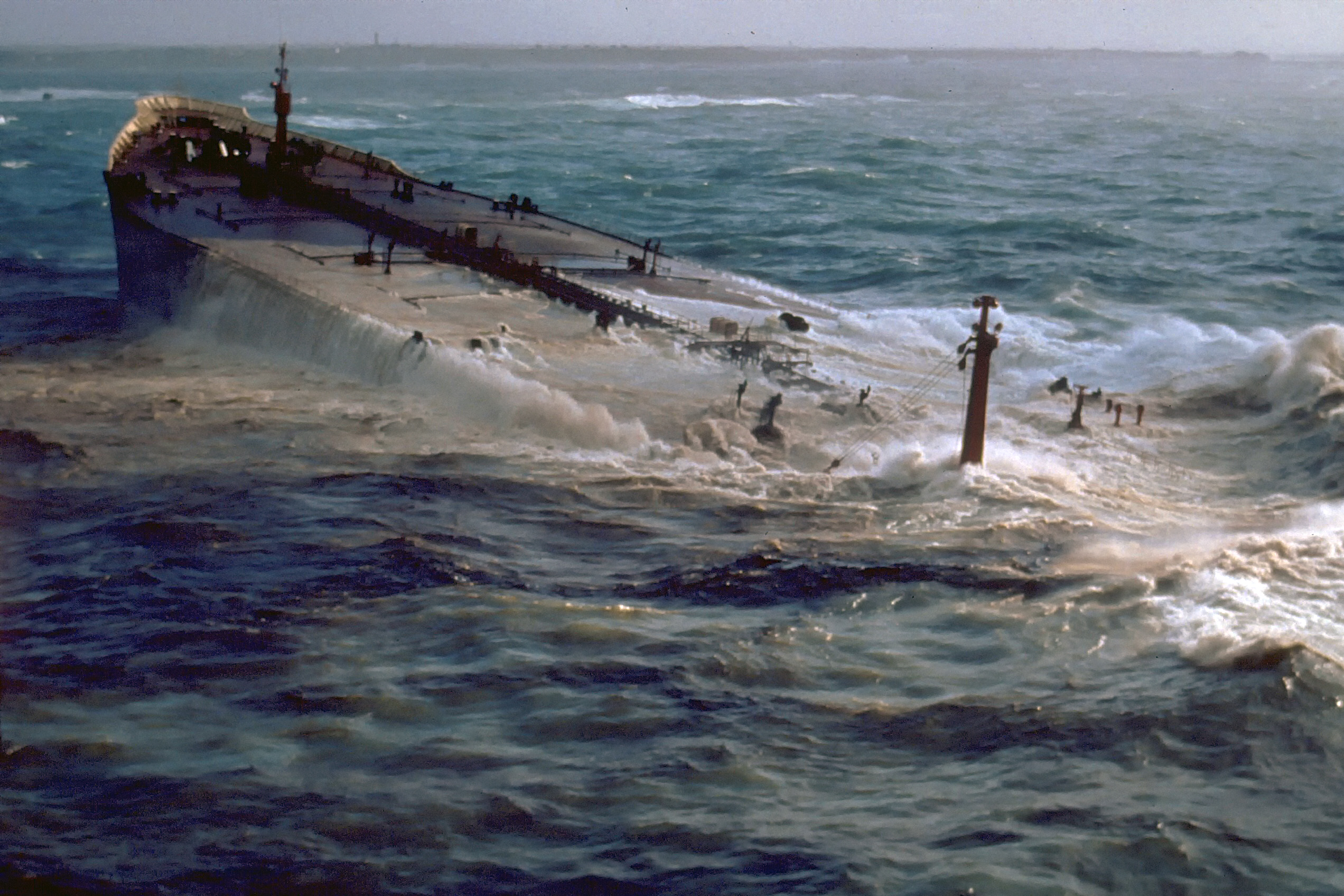
1978年、ブルターニュ半島沖で座礁したアモコ・カディス号

流出した石油はしばしば分解されることなく拡散し、水底に沈殿する。石油の流出による影響から環境を回復させることは困難であり、その成否は流出した石油の種類、水温（水温が高いと蒸発する種類の石油もある）、石油が漂着した岸の形態など、様々な要因に左右される。
除去の手段には以下のようなものがある。
- 吸着マット - 水に浮かび石油を吸着する。ロール型やシート型など様々な形状のものがある。素材はポリプロピレンなど[7][8]。粘り気の少ない石油に対し有効で、水分を含んだ状態で使用すると吸着率が増す[9]。
- オイルフェンス（containment boom） - 流出した石油を集めるために使う。シート型の吸着マットを使用する場合には回収を確実にするためにオイルフェンスを組み合わせる必要がある[8]。
- 油回収ネット - 吸着マットを詰めた網[8][9]。
- 油処理剤（流出油乳化分散剤） - 石油を乳化し、水中に分散させるための薬剤。初期の薬剤は毒性が強く二次的な被害を引き起こしたが、改善が進んでいる。なお、揮発性の低い重質油は時間の経過とともに「固めのグリース状」に変性する（ムース化）が、ムース化した石油に対しては油処理剤が効果を発揮しない[10]。油処理剤を使用する際には、油よりも先に水に触れないようにする、油吸着ネットと併用しないようにするなどの注意が必要である[9]。
- ゲル化剤 - 石油を凝固させる薬剤。石油の気化を防ぐ効果もある[9]。
- バイオレメディエーション - 微生物[11]や生物剤（英語版）[12]の使用による分解・除去。
- 上記バイオレメディエーションを促進する薬剤の使用。
- 燃焼 - 適切に燃焼させることができれば、水中の石油を減少させることができる[13]（ただし大気汚染を引き起こす[14]）。
- 汲みとり - 柄杓、油回収枠などを使って汲みとる[8]。

## ESIマップ（環境脆弱性指標図）
ESIマップ（環境脆弱性指標図）は、沿岸部の脆弱性を評価し、地図化したもので、石油の漂着防止や除去について優先順位を設定するために用いられる。石油流出に迅速に対応することで、影響を最小限にとどめ、あるいは完全に防止することができる。ESIマップは基本的に、沿岸部の形態情報、生物資源情報および社会施設情報の3つの要素によって成り立つ。アメリカ合衆国では国立海洋大気庁がESIマップを作成している。

## 原油流出量の判断
流出した原油の層の濃さを観察すれば、被害状況は容易に判断する事が出来る。原油が流出した面積が分かれば、流出した原油の総合的な体積が分かる。
| 状況                       | 原油の層の濃さ | 原油の層の濃さ | 原油の層の濃さ | 流出量            | 流出量              |
| 状況                       | インチ         | ミリメートル   | ナノメートル   | ガロン/平方マイル | リットル/ヘクタール |
| -------------------------- | -------------- | -------------- | -------------- | ----------------- | ------------------- |
| わずかに可視可能           | 0.0000015      | 0.0000380      | 38             | 25                | 0.370               |
| 薄い銀色の光沢として見える | 0.0000030      | 0.0000760      | 76             | 50                | 0.730               |
| 周りの水と鮮明に区別できる | 0.0000060      | 0.0001500      | 150            | 100               | 1.500               |
| 明らかに異色である         | 0.0000120      | 0.0003000      | 300            | 200               | 2.900               |
| 色が非常に濃い             | 0.0000400      | 0.0010000      | 1000           | 666               | 9.700               |
| 色が異常に濃い             | 0.0000800      | 0.0020000      | 2000           | 1332              | 19.500              |

上記の原油流出時のグラフは緊急時の短期間での判断が必要とされるときに使われる。しかし強風等の観測では上記のグラフでは不正確になる事がある為、注意を要する。また、国際原油流出観測機構(WOSM)が設立されている。

## 主な石油流出の事例
| 事例                                                                     | 場所                                | 発生日                       | 流出量（トン）     | 脚注                                      |
| ------------------------------------------------------------------------ | ----------------------------------- | ---------------------------- | ------------------ | ----------------------------------------- |
| 2010年メキシコ湾原油流出事故                                             | アメリカ合衆国 （メキシコ湾）       | 2010年4月20日                | 推定180万以上      | [ 21 ]                                    |
| レイクビュー油田における流出                                             | アメリカ合衆国 カリフォルニア州     | 1909年03月14日               | 123万              | [ 22 ]                                    |
| 湾岸戦争における流出                                                     | イラク（ペルシア湾） クウェート     | 1991年1月23日                | 75万ないし110万    | [ 23 ] [ 24 ]                             |
| Ixtoc I 油田における流出                                                 | メキシコ （メキシコ湾）             | 1979年6月3日 – 1980年3月23日 | 45万4000ないし48万 | [ 25 ] [ 26 ] [ 27 ]                      |
| アトランティック・エンプレス号とエージアン・キャプテン号の衝突による流出 | トリニダード・トバゴ                | 1979年7月19日                | 28万7000           | [ 28 ] [ 29 ] [ 30 ] [ 31 ]               |
| フェルガナ峡谷の油田における流出                                         | ウズベキスタン                      | 1992年3月2日                 | 28万5000           | [ 23 ]                                    |
| ノールーズ油田における流出                                               | イラン（ペルシャ湾）                | 1983年2月4日                 | 26万               | [ 32 ]                                    |
| ABTサマー号の炎上による流出                                              | アンゴラ （アンゴラ沖）             | 1991年5月28日                | 26万               | [ 28 ] [ 29 ]                             |
| カストロ・デ・ベルバー号の炎上による流出                                 | 南アフリカ共和国 （サルダンハ湾）   | 1983年8月6日                 | 25万2000           | [ 28 ] [ 29 ]                             |
| アモコ・カディス号の座礁による流出                                       | フランス （ブルターニュ半島）       | 1978年3月16日                | 22万3000           | [ 28 ] [ 23 ] [ 23 ] [ 29 ] [ 33 ] [ 34 ] |
| ハーベン号の爆発炎上による流出                                           | イタリア （地中海、ジェノヴァ付近） | 1991年4月11日                | 14万4000           | [ 29 ]                                    |
| オデッセイ号の沈没による流出                                             | カナダ ノバスコシア州沖合           | 1988年11月10日               | 13万2000           | [ 28 ] [ 29 ]                             |
| シー・スター号の衝突による流出                                           | イラン（オマーン湾）                | 1972年12月19日               | 11万5000           | [ 28 ] [ 23 ] [ 29 ]                      |
| Irenes Serenade号からの流出                                              | ギリシャ（ピロス）                  | 1980年02月23日               | 10万               | [ 29 ]                                    |
| ウルキオラ号の座礁による流出                                             | スペイン （ア・コルーニャ）         | 1976年5月12日                | 10万               | [ 28 ] [ 29 ]                             |
| トリー・キャニオン号の座礁による流出                                     | イングランド （シリー諸島）         | 1967年3月18日                | 8万ないし11万9000  | [ 28 ] [ 23 ] [ 29 ]                      |